# Andrew Watson (football)
Pour les articles homonymes, voir Watson et Andrew Watson (homonymie).
Andrew Watson, né le 24 mai 1856 à Georgetown (Guyane britannique) et mort le 8 mars 1921 à Londres, est un joueur de football écossais. Il est considéré comme le premier joueur noir de l'histoire à avoir évolué au niveau international. Il fait partie du Scottish Football Hall of Fame, depuis 2012, lors de la neuvième session d'intronisation.

## Carrière
Né en Guyane britannique d'un père écossais et d'une mère guyanienne,,, Andrew Watson devient étudiant au King's College School de Wimbledon où il montre d'excellentes aptitudes à la pratique du sport, dont le football. Son goût pour ce sport grandit alors qu'il étudie à l'Université de Glasgow.
Défenseur évoluant aussi bien sur l'aile gauche que sur l'aile droite, il débute au Maxwell FC, puis rejoint le Parkgrove FC en 1876, et devient même le secrétaire du club, ce qui fait de lui le premier dirigeant noir de l'histoire du football. Le 14 avril 1880, il est sélectionné pour représenter la ville de Glasgow face à celle de Sheffield. Quelques mois plus tard, il change de club et rejoint le prestigieux Queen's Park Football Club, devenant également par la suite le secrétaire du club. En 1881 et 1882, il mène son équipe à la victoire en Coupe d'Écosse.
À cette époque, Watson a également l'honneur d'être sélectionné en équipe d'Écosse, devenant le premier footballeur noir de l'histoire à évoluer à ce niveau,. Il obtient trois capes entre 1881 et 1882, pour trois victoires face à l'Angleterre (deux fois) et le Pays de Galles. Pour sa troisième et dernière sélection, Watson est même désigné capitaine de l'équipe.
En 1882, il retourne dans la banlieue londonienne en signant au Swifts FC (en), club basé à Slough, pour devenir le premier joueur noir à disputer la Coupe d'Angleterre,. Deux ans plus tard, Watson a l'honneur d'intégrer l'une des plus prestigieuses formations de l'époque, le Corinthians FC,. Il revient par la suite au Queen's Park FC où il évolue jusqu'en 1887.
Il meurt le 8 mars 1921 à Londres au 88 Forest Road d'une pneumonie, il est enterré au cimetière de Richmond.
Arthur Wharton devient par la suite le premier footballeur professionnel noir, le professionnalisme n'étant pas autorisé du temps de Watson. Il faudra attendre 49 ans pour qu'une deuxième sélection nationale intègre un joueur noir, en l'occurrence la France avec Raoul Diagne, et près d'un siècle pour que l'Angleterre en fasse de même avec Viv Anderson.

## Palmarès
- 1881 et 1882 : Vainqueur de la Coupe d'Écosse avec le Queen's Park Football Club